# 沙利文岩頭長頷魚
沙利文岩頭長頜魚，為輻鰭魚綱骨舌魚目象鼻魚科的其中一種，分布於非洲加彭淡水流域，體長可達9.3公分，棲息在底層水域，生活習性不明。